# Angel of Death
Pour les articles homonymes, voir Angels of Death (jeu vidéo) et Ange de la mort.
Singles de Slayer
Raining Blood
Pistes de Reign in Blood
Piece by piece
Angel of Death est la piste d'ouverture de Reign in Blood du groupe de thrash metal américain Slayer sorti le 7 octobre 1986. Les paroles et la musique ont été écrites par le guitariste Jeff Hanneman et sont basées sur le médecin nazi Josef Mengele, qui a mené des expériences humaines au camp de concentration d'Auschwitz pendant la Seconde Guerre mondiale. "Angel of Death" a conduit le groupe à faire face à des accusations les présentant comme des sympathisants nazis et racistes tout au long de leur carrière.
Malgré la controverse entourant la chanson et sa contribution au retard de la sortie de Reign in Blood, "Angel of Death" est présente sur toutes les seltlists du groupe et il est apparu dans plusieurs films. La chanson a été bien reçu par les critiques, Steve Huey de Allmusic l'a décrit comme un « classique ».

## Composition et origines
Le guitariste Jeff Hanneman a écrit Angel of Death après avoir lu des livres sur Mengele en tournée avec le groupe. « Je me souviens m’être arrêté quelque part où j’ai acheté deux livres sur Mengele. Je me suis dit, « ça doit être de la merde débile ». Et quand est venu le moment de faire le disque, ce truc était toujours dans ma tête. Et c’est de là que viennent les paroles de Angel of Death ».
Les paroles détaillent les expériences chirurgicales sur des patients dans le camp de concentration d’Auschwitz durant la Seconde Guerre mondiale,. Les explorations de Mengele étaient conduites sur des groupes d’individus tels que les nains et les jumeaux, et comprenaient des examens à la fois physiques et psychologiques,.
Parmi les tests  effectués sont mentionnés dans Angel of Death la chirurgie expérimentale effectuée sans anesthésie, des transfusions de sang entre jumeaux, les sutures de corps, les tests sur l’endurance à l’isolation, gazage, les injections de germes mortels, pratique de changement de sexe, et l’ablation d’organes et de membres.
Un des passages de la chanson, Sewn together, joining heads. Just a matter of time 'til you rip yourselves apart, une ligne de l'avant-dernier verset, fait état de pratiques chirurgicales visant à coudre des jumeaux conjointement, dont l'un souffrait de difformités. Les vers The hunchback was sewn to the other child, back to back, their wrists back to back too font écho aux témoignages d'une survivante d'Auschwitz, Vera Alexander, au procès du SS-Hauptscharfuehrer Adolf Eichmann en 1961, où il fut affirmé que Mengele avait « cousu les veines de deux sujets conjointement » pour en faire des « frères siamois ». Ce témoignage a gagné en visibilité après que Vera Alexander est apparue dans le documentaire The Search for Mengele, cité par plusieurs auteurs, dont Gerald Posner, un expert sur Mengele.
Vers la fin de la chanson, il y a une ligne  "Feeding off the screams of the mutants he's creating", qui a été prise dans le film Ces garçons qui venaient du Brésil dans lequel l'antagoniste était le Dr. Mengele.

## Controverses
Le contenu des paroles de Angel of Death fut à l'origine du retard dans la sortie de l'album Reign in Blood en 1986. Le groupe était signé chez Def Jam Records dont le distributeur Columbia Records refusa de sortir l’album en raison du thème des paroles et de la pochette jugée « trop crue ». Reign in Blood sera finalement distribué par Geffen Records le 7 octobre 1986. Cependant dû à la controverse, l’album n’apparut pas sur le programme officiel des sorties de Geffen Records.
Angel of Death fit outrage parmi les survivants de la Shoah, leurs familles et le public en général. La controverse conduisit à porter des accusations envers le groupe de sympathies nazies. Des accusations qui les ont suivis tout au long de leur carrière.
L’intérêt de Hanneman pour l’histoire nazie, sa collection de médailles nazies et plus tard l'emploi de certains symboles détournés de la Wehrmacht amplifièrent les accusations. Toutefois la chanson, en soi, ne fait pas l'apologie de Mengele. Elle ne fait que décrire les actes du médecin. Mais ce qui a choqué (y compris dans le monde du metal) c'est l'apparente neutralité du ton de la chanson,. Hanneman se défend de ces accusations en insistant sur le fait que selon lui, il n'y a pas besoin qu'une chanson le dise explicitement pour savoir que les actes de Mengele sont atroces et condamnables.
Le guitariste Kerry King commente les accusations de façon cinglante :

« Oui, Slayer est Nazi, fasciste, communiste - toutes ces drôles de conneries. Et bien sûr c'est en Allemagne, où on nous a fait le plus chier avec. Moi, j'étais du genre à dire 'lisez les paroles et dites moi ce qu'il y a d'offensant'. Est-ce que vous le voyez comme un documentaire ou vous pensez que Slayer fait l'apologie de la Seconde Guerre mondiale? Les gens se sont ancrés cette idée dans la tête - tout particulièrement en Europe - et il n'y a pas moyen de les faire changer de disque,. »

## Musique et structure
Angel of Death est le plus long morceau de l'album Reign in Blood, couvrant 4 minutes et 51 secondes, sur une durée totale de 29 minutes. En outre, il possède l'une des structures de chansons les plus classiques de l'album, avec couplets et refrains, ce qu'évitent la plupart des autres titres. Hanneman et King jouent des riffs complexes qui, selon Adrien Begrand, critique de Pop Matters, apportent les quelques notes mélodieuses de l'album, et Araya pousse son cri perçant tandis que Lombardo effectue des battements de 210 BPM.
Quand le batteur Lombardo quitte le groupe en 1992, en raison de conflits avec les membres du groupe et de son désir de faire venir sa femme en tournée, le groupe choisit brièvement TJ Scaglione (venant de Whiplash), avant de donner la tâche à Paul Bostaph. Bostaph fit une erreur sur les neuf chansons que le groupe testa avec lui, sur le thème Angel of Death. Avant la "grande partie de la double grosse caisse"  Il y a une section lead, que Bostaph ne pouvait pas comprendre, comme il a dû apprendre à partir des enregistrements live enregistrés avec Lombardo. Bostaph ne pouvait pas dire combien de tours le riff de guitare va avant la séquence de basse. Les membres du groupe lui ont dit qu'il y en avait huit, "perfectionnant" la chanson par la suite.

## Dans la culture populaire
Cinéma
- 1990: Gremlins 2 : La Nouvelle Génération
- 2002: Jackass, le film
- 2013: Les Trois Crimes de West Memphis
- 2019: The Report

Jeu vidéo
- 2006: Tony Hawk's Project 8

Télévision
- 2011: Skins